# Traubisoda

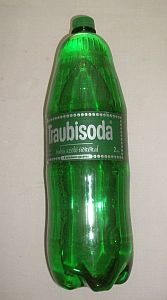
Ungarische 2 Liter Traubisoda-Flasche (2018)

Traubisoda (kurz Traubi genannt) ist ein aus Österreich stammendes nichtalkoholisches Erfrischungsgetränk. Es wird seit 1971 auch in Ungarn hergestellt und vertrieben.

## Geschichte
Das heutige Traubisoda wurde in den 1950er Jahren vom Winzer Lenz Moser erfunden. Dieser hatte die Idee, ein nicht-süßes, sondern herb-erfrischendes und alkoholfreies Getränk zu schaffen. Bereits ab 1930 stellte er Versuche an, alkoholfreien Traubensaft zu gewinnen. 1954 glückte dies schließlich und 1957 wurde Traubisoda als Markenname eingetragen.
Seine Hochblüte erlebte das Getränk in den 1950er und 1960er Jahren, zu dieser Zeit wurde es auch in Deutschland in Lizenz produziert. Ab Anfang der 1970er Jahre erlitt das mit dem Slogan „Statt Löcher in die Luft zu schauen, statt Schlösser in die Luft zu bauen, trink doch öfters Traubisoda, Traubisoda für dich und mich, Traubisoda - keeeellerkalt“ beworbene Getränk zunehmend Umsatzeinbußen.

### Traubisoda in Ungarn
1971 wurden die Lizenzrechte an den ungarischen Badacsonyi Állami Gazdaság (ein staatlicher Landwirtschaftsbetrieb) verkauft. Das Getränk wurde in Ungarn so erfolgreich, dass es phasenweise sogar beliebter war als Coca-Cola.
Die Markenrechte wurden nach der Wende von Salamon Berkowitz gekauft, und das Getränk wird heute von der Firma Traubi Rt. in Balatonvilágos hergestellt. Dazu werden reife Saszla-Weintrauben (frz. Chasselas: Gutedel) gepresst und der Saft wird mit stark magnesiumhaltigem Mineralwasser vermischt. Das ungarische Traubisoda wird in besonders geformte Flaschen gefüllt und ist koscher, was durch einen Stempel des Budapester Oberrabbiners auf jeder Flasche bestätigt wird.

### Traubisoda in Österreich
Anfang der 1990er Jahre importierte die österreichische Firma Intercros aus Neulengbach Traubisoda aus Ungarn nach Österreich; nunmehr in 0,5 Liter bzw. 1,5 Liter PET-Flaschen. Später übernahm den Import die Firma Warimpex mit Sitz in Wien. Für kurze Zeit gab es im Jahr 1996 zur Marktneueinführung von Traubisoda ein Obers-Joghurt-Dessert namens Traubi-Dessert im gelben Becher mit Alufolien-Deckel.
Im Jahr 2004 erwarb die österreichische Waldquelle Kobersdorf GmbH die Markenrechte und versorgt seit dem den österreichischen Markt. Traubisoda wird am Standort der Waldquelle im burgenländischen Kobersdorf produziert.